# Selk (cratère)
Pour les articles homonymes, voir Selk.
Selk est une dépression circulaire sur Titan, satellite naturel de Saturne.

## Caractéristiques
Selk est centrée sur 7,0° de latitude nord et 199,0° de longitude ouest, et mesure 80 km de diamètre.

## Observation
Selk a été découverte par les images transmises par la sonde Cassini.
Elle a reçu le nom de Selk, une déesse de la mythologie égyptienne identifiée à Isis.